# Lempe
Die Lempe ist ein etwa 16,3 km langer, südöstlicher und orographisch rechter Zufluss der Esse im Landkreis Kassel, Nordhessen (Deutschland).

## Name
Der Name wird meist als -apa-Flussnamenstyp gedeutet (*Lamapa) und das Bestimmungswort könnte hierbei vom germanischen Adjektiv *lama für „lahm“ abstammen. Alternativ könnte sich der Name auch vom germanischen Wortstamm *lampa- mit der Bedeutung „welk niederhängen, schlaff herabhängen“ ableiten.

## Verlauf
Die Lempe entspringt im Südwestteil des Reinhardswalds an der Nordflanke vom Junkernkopf (ca. 453 m ü. NHN). Neben ihrer im gemeindefreien Gebiet Gutsbezirk Reinhardswald gelegenen Quelle liegt auf 398 m Höhe eine Wegekreuzung.
Anfangs verläuft die Lempe nordnordwestwärts durch den Reinhardswald und zugleich, wenige Hundert Meter unterhalb ihres Ursprungs beginnend, durch das Naturschutzgebiet Oberes Lempetal bei Hombressen (NSG-Nr. 318887), das 1998 gegründet wurde und 154,59 ha groß ist. Der Bach fließt vorbei am Strufuskreuz, wonach der von Südwesten kommende Hainbuchengraben einmündet, vorbei an der Revierförsterei Waldhaus und am kleinen Mühlstädter Teich, der durch die Lempe gespeist wird. In dieser Gegend verlässt sie den Gutsbezirk Reinhardswald und kurz darauf den Reinhardswald.
Dann fließt die Lempe vorerst westwärts durch die diesem Mittelgebirge westlich vorgelagerte Hügellandschaft der Hofgeismarer Rötsenke, einem weitläufigen, überwiegend waldlosen und landwirtschaftlich genutzten Bereich im nördlich von Kassel gelegenen Nordteil der Westhessischen Senke. In dieser Gegend verläuft sie durch den östlichen Hofgeismarer Stadtteil Hombressen, in dem Giesbach, Soode und Reinbecke einmünden. Danach zwängt sie sich durch das Tal zwischen den kleinen Waldgebieten Strauchberg im Nordwesten und Lichte Heide im Süden, um dann den östlichen Hofgeismarer Stadtteil Carlsdorf zu durchfließen.
Hiernach knickt die Lempe in Richtung Nordwesten ab und verläuft vorbei an der Strauchmühle und Papiermühle in Richtung des Hofgeismarer Stadtteils Gesundbrunnen, den sie östlich passiert. Dabei fließt sie – nach Kreuzen der Bundesstraße 83 – westlich am Evangelischen Krankenhaus Gesundbrunnen Hofgeismar und östlich am Park Gesundbrunnen mit dem Schlösschen Schönburg vorbei. Anschließend passiert die Lempe das nördlich dieses Parks gelegene Hofgeismarer Schwimmbad.
Schließlich biegt die Lempe nördlich des Parks nach Südwesten ab, um wenig später auf etwa 143 m/ Höhe in den dort aus südlicher Richtung heran fließenden Diemel-Zufluss Esse zu münden.

## Wasserscheide
Das Quellgebiet der Lempe liegt auf der Fulda-Diemel-Wasserscheide, die ein Teil der Diemel-Eder/Fulda/Weser-Wasserscheide ist: Während die Lempe nordwestwärts in die Esse fließt, die über die Diemel nach Norden der Weser zustrebt, verläuft der Osterbach, der etwa 2,7 km südsüdöstlich der Lempequelle jenseits des Junkernkopfs entspringt, südwärts in die Fulda und dann in die Weser.

## Sehenswürdigkeiten
Zu den Sehenswürdigkeiten entlang und nahe der Lempe gehören neben dem besuchenswerten Reinhardswald mit der Sababurg und dem am Bach stehenden Strufuskreuz, das an die Sage eines Wilddiebes erinnert, zahlreiche mittelalterliche Gebäude von Hombressen und Carlsdorf sowie das in Hofgeismar im Park Gesundbrunnen stehende Schlösschen Schönburg.

## Einzugsgebiet und Zuflüsse
Zu den Zuflüssen der Lempe, deren Einzugsgebiet 51,147 km² umfasst, gehören mit orographischer Zuordnung (l = linksseitig, r = rechtsseitig), Gewässerlänge, u. a. Mündungsort mit Lempebachkilometer und – wenn bekannt – Einzugsgebietsgröße (flussabwärts betrachtet)/:
- Hainbuchengraben (l; 1 km), kleiner Zufluss, oberhalb von Hombressen mündend (nahe km 11,6)
- Giesbach (r; 3,3 km), aus Richtung Beberbeck kommend, in Hombressen mündend (nahe km 6,65), 7,091 km²
- Soode (l; 7,2; km), aus Richtung Mariendorf-Ahlberg kommend, in Hombressen mündend (nahe km 5,95), 10,825 km²
- Reinbecke (l; 4,2 km), aus Richtung Udenhausen kommend, in Hombressen mündend (nahe km 5,55), 6,676 km²